# セバスティアン・フレイ
セバスティアン・フレイ（Sébastien Frey、1980年3月18日 - ）は、フランス、ローヌ＝アルプ地域圏オート＝サヴォワ県トノン＝レ＝バン出身の元サッカー選手。ポジションはGK。イタリア・セリエAのインテル、ヴェローナ、パルマ、フィオレンティーナ、ジェノア、トルコ・シュペルリガのブルサスポルなどに所属した。

## 経歴
1997年にASカンヌでプロデビュー。1998年に18歳でインテルへ移籍したが、名手ジャンルカ・パリュウカがいたため出場機会に恵まれず、1999年からエラス・ヴェローナへレンタル移籍。
2000年にインテルに復帰し正GKを務めたが、2001年にフランチェスコ・トルドが加入したため、ジャンルイジ・ブッフォンの後任者を探していたパルマFCへ移籍。クラウディオ・タファレルとのポジション争いを制してレギュラーとして活躍。パルマでは中田英寿とチームメイトであった。
2005年、フィオレンティーナへレンタル移籍。移籍後はクリスティアーノ・ルパテッリからポジションを奪い、シーズン終了後に完全移籍した。その後も正GKとして活躍し、UEFAチャンピオンズリーグではリヴァプールFCを抑えて決勝トーナメントに進出したが、ベスト16でバイエルン・ミュンヘンに敗れた。2010-11シーズンは怪我の間にセルティックFCから加入したアルトゥール・ボルツにレギュラーを奪われ、11試合の出場に留まった。
2011年7月29日、ジェノアCFCへ移籍。2011-12シーズンはリーグ戦全38試合にフル出場し、リーグ最多セーブ数を記録するなど存在感を示したが、同時にリーグ最多の69失点を喫し、チームも17位と低迷した。
2013年7月15日、3年契約でトルコのブルサスポルに移籍。

### 代表
フランスU21代表では4試合に出場。2004年11月17日のポーランド戦に向けてフル代表に初選出されたが出場機会はなかった。
2007年11月21日、EURO2008予選最終節のウクライナ戦で念願のフル代表デビューを飾った。
2008年8月22日、代表引退を発表した。当時の代表スタッフに対する不満を理由とし、将来状況が変わった場合、引退撤回も有り得ると話していた。

## 人物
- 祖父のアンドレ・フレイは、フランスで有名だったサッカー選手であり、父のレイモン・フレイもプロのゴールキーパーだった。弟はACキエーヴォ・ヴェローナ所属のDFニコラ・フレイである。
- イタリアの至宝ロベルト・バッジョの紹介で、2006年、SGI（創価学会インターナショナル）に入会。2007年3月25日にはフィレンツェ市から池田大作SGI会長への「平和の印章」授与式にも列席した[3]。
- 私生活では、2人の息子の父親である。

## 個人成績
| シーズン  | クラブ             | リーグ               | リーグ | リーグ |
| シーズン  | クラブ             | リーグ               | 出場   | 得点   |
| --------- | ------------------ | -------------------- | ------ | ------ |
| 1997-98   | カンヌ             | ディヴィジョン・アン | 24     | 0      |
| 1998-99   | インテル           | セリエA              | 7      | 0      |
| 1999-2000 | ヴェローナ         | セリエA              | 30     | 0      |
| 2000-01   | インテル           | セリエA              | 28     | 0      |
| 2001-02   | パルマ             | セリエA              | 29     | 0      |
| 2002-03   | パルマ             | セリエA              | 34     | 0      |
| 2003-04   | パルマ             | セリエA              | 33     | 0      |
| 2004-05   | パルマ             | セリエA              | 36     | 0      |
| 2005-06   | フィオレンティーナ | セリエA              | 18     | 0      |
| 2006-07   | フィオレンティーナ | セリエA              | 38     | 0      |
| 2007-08   | フィオレンティーナ | セリエA              | 35     | 0      |
| 2008-09   | フィオレンティーナ | セリエA              | 37     | 0      |
| 2009-10   | フィオレンティーナ | セリエA              | 36     | 0      |
| 2010-11   | フィオレンティーナ | セリエA              | 11     | 0      |
| 2011-12   | ジェノア           | セリエA              | 38     | 0      |
| 2012-13   | ジェノア           | セリエA              | 36     | 0      |
| 2013-14   | ブルサスポル       | スュペル・リグ       | 16     | 0      |
| 通算      | 通算               |                      | 470    | 0      |